# دوج چارجر (ال‌ایکس)
دوج چارجر (ال‌ایکس) (به انگلیسی: Dodge Charger LX) یک سدان چهار در اندازه بزرگ است، که اولین بار در سال ۲۰۰۵ در نمایشگاه بین‌المللی خودروی آمریکای شمالی معرفی شد، و توسط خودروسازی آمریکایی استلانتیس آمریکای شمالی، یکی از شرکت‌های تابعه استلانتیس ساخته شد. این خودرو در مدل‌های محور عقب یا تمام چرخ متحرک موجود است. چارجر برای ادامه خط دوج چارجر با میراث خودروهای عضلانی خود ساخته شد و جایگزین دوج اینترپید به عنوان سدان اندازه بزرگ دوج شد. نسل هفتم چارجر برای مدل سال ۲۰۱۱ عرضه شد.

## تاریخچه
اولین چارجر یک خودروی نمایشی در سال ۱۹۶۴ بود که بر اساس دوج پولارا ساخته شده بود، و به موتور ۴۲۶ اینچ وی۸ مجهز بود. اولین چارجر تولیدی، بر اساس دوج کورونت به عنوان مدل ۱۹۶۶ معرفی شد. چندین وسیله نقلیه مختلف با نام چارجر ساخته شده بودند که بر روی سه پلت فرم و اندازه مختلف ساخته شده بودند و همه آنها دارای نام چارجر بودند. اگرچه این نام با مدل پرفورمنس اواخر دهه ۱۹۶۰ در محدوده دوج مرتبط است، اما در اواخر دهه ۱۹۷۰ در کوپه‌های لوکس و در دهه ۱۹۸۰ در هاچ‌بک‌های کامپکت کوچک جلو نیز استفاده شد.
در سال ۱۹۹۹، دوج خودروی مفهومی جدید چارجر آر/تی را معرفی کرد. در طراحی این مدل از چارجرهای دهه ۱۹۶۰ الگو گرفته شده بود که دماغه بلند و کابین عقب را به اشتراک می‌گذاشتند، اما با طول ۱۸۷ اینچ (۴٬۷۵۰ میلیمتر) در مقایسه با طول ۲۰۳ اینچ (۵٬۱۵۶ میلیمتر) چارجر ۱۹۶۶ خودروی کوتاه‌تری بود و همچنین ۶۵۰ پوند (۲۹۵ کیلوگرم) سبک‌تر بود. این خودرو دارای طراحی بدنه سدان چهار در بود، در حالی که تمام چارجرهای تولیدی قبلی دو در داشتند.
این خودرو بازگشتی بود به پلت‌فرم سدان دیفرانسیل عقب که دوج از زمان توقف تولید دوج دیپلمات اندازه متوسط در سال ۱۹۸۹ عرضه نکرده بود.
در نوامبر ۲۰۲۱، استلانتیس اعلام کرد که مدل سال ۲۰۲۳ آخرین مدل سال برای دوج چارجر و دوج چلنجر خواهد بود؛ زیرا برنامه‌های آینده این شرکت به‌جای وسایل نقلیه با سوخت فسیلی بر روی خودروهای الکتریکی متمرکز خواهد بود، به ویژه با استانداردهای سخت‌تر آلایندگی خودرو که توسط آژانس حفاظت از محیط زیست برای مدل سال ۲۰۲۳ ارائه شده و مورد نیاز است. آنها همچنین می‌گویند که دوج چارجر دیتونا اس‌آرتی جدید در سال ۲۰۲۴ وارد بازار خواهد شد و احتمالاً جایگزین چارجر و چلنجر فعلی خواهد شد.